# Montfòrt (Var)
Montfòrt o Montfòrt d'Argenç (en francès Montfort-sur-Argens) és un municipi francès situat al departament del Var i a la regió de Provença – Alps – Costa Blava.

## Demografia
| 1962                                       | 1968 | 1975 | 1982 | 1990 | 1999 | 2006  |
| ------------------------------------------ | ---- | ---- | ---- | ---- | ---- | ----- |
| 537                                        | 542  | 502  | 551  | 705  | 869  | 1.066 |
| Des de 1962: població sense dobles comptes |      |      |      |      |      |       |

## Administració
| Període   | Identitat     | Partit |
| --------- | ------------- | ------ |
| 1977-2008 | André Paul    |        |
| 2008-     | Éric Audibert |        |